# Charles Wautier
Charles Wautier, baptisé le 15 août 1609 à Mons et mort le 2 décembre 1703 à Bruxelles, est un peintre flamand de l'époque baroque, actif à Bruxelles dans la deuxième moitié du XVIIe siècle. Il est le frère de Michaelina Wautier (1604-1689), également peintre.

## Biographie
Il est le fils de Charles Wautier (15??-24 novembre 1617) et de sa seconde épouse, Jeanne George, native de Valenciennes ou plus vraisemblablement de Mons († 19 juin 1638). Il fait partie d'une riche et ancienne famille de Mons, capitale du comté de Hainaut, dont les membres étaient, depuis le XVe siècle, échevins de la ville, conseillers, administrateurs ou militaires, et qui sera plus tard anoblie en « de Wautier ». Son père fut quelque temps au service du comte de Fuentes, gouverneur espagnol des Pays-Bas du Sud. Aucun autre artiste n'est connu dans la famille en dehors de la sœur aînée de Charles, Michaelina, seule fille survivante connue d'une double fratrie de onze enfants, et on ignore pourquoi et comment tous deux sont devenus peintres. Wautier a d'abord été considéré comme un disciple de Rubens, mais il est plus probable qu'il ait étudié en dehors des Pays-Bas — ce qu'il avait déclaré lors de son inscription à la Guilde de Saint-Luc de Bruxelles —, par exemple en Italie, selon une possibilité évoquée par Katlijne Van der Stighelen (en),.
Il part s'installer à Bruxelles en 1633, suivi vers 1638-1642 par sa sœur Michaelina, restée, comme lui, célibataire ; il est vraisemblable que les deux artistes partagent le même logement et travaillent dans un seul atelier. Il arrive qu'ils soient pris pour mari et femme. C'est à cette époque qu'ils auraient peut-être voyagé en Italie, en France et à Madrid.
Ce n'est qu'en 1651 que Wautier se fait enregistrer à la Guilde des peintres, batteurs d'or et souffleurs de verre de Bruxelles, une condition pour être autorisé à pratiquer officiellement sa profession ; il peut signer les tableaux qu'il vend et prendre des apprentis et des élèves,, dont aucun par ailleurs n'a fait de carrière remarquable. Comme portraitiste, Charles acquiert rapidement une grande notoriété auprès d'une clientèle de statut social élevé ; il reçoit des commandes des princes de Ligne, des princes de Croÿ, des comtes de Merode, des comtes de Grimbergen et d'autres familles nobles. Le duc d'York, futur roi Jacques II d'Angleterre, et l'archiduc Léopold-Guillaume d'Autriche le sollicitent pour faire leurs portraits en pied. En 1658, le peintre namurois Florent du Rieu, honorant en poésie ses contemporains peintres célèbres, dont une dizaine actifs à Bruxelles, lui dédie un quatrain élogieux, en le désignant expressément comme « peintre en portraits »,.
En 1662, Peeter Snayers, spécialisé en peinture de bataille, obtient de cinq peintres bruxellois renommés des témoignages concernant la valeur d'une de ses œuvres. Wautier fait partie des cinq, et, à la différence de ses collègues, rédige son certificat en français ; ce manuscrit, conservé à Valenciennes, permet d'avoir un autographe du peintre,. L'artiste signe toujours de son nom français Wautier, et il est connu comme « Monsieur » Wautier, mais d'autres l'orthographient Wauthiers, Woutiers, etc., ce qui compliquera les recherches et les attributions ultérieures, problème dont sera également victime Michaelina.
Tout indique que l'activité professionnelle des Wautier et leur situation financière sont florissantes. Charles et Michaelina achètent des terrains, une belle demeure avec dépendances proche de l'église Notre-Dame de la Chapelle pour leur habitation en 1668, puis plusieurs autres maisons dans le même quartier des Marolles et dans le quartier du Sablon.
Les derniers tableaux signés de Charles Wautier datent de 1685, tandis que Michaelina, décédée en 1689, semble s'être arrêtée de peindre dès 1659, ou peut-être ne faisait-elle plus qu'aider son frère. Ayant hérité de sa sœur, Charles ne se consacre plus qu'à ses affaires immobilières et financières. Il meurt à Bruxelles en 1703 à 94 ans, resté célibataire et sans élève passé à la postérité.

## Sa peinture
Wautier a surtout peint des sujets religieux et des portraits de personnalités de la noblesse flamande ou séjournant dans les Pays-Bas méridionaux, notamment des officiers au service de l'Espagne des Habsbourgs. Il se cantonne à ces deux genres picturaux "nobles" et délaisse le paysage, les scènes de genre et les natures mortes, considérés comme genres mineurs. Le portrait signé et daté de 1656 d'un homme vêtu sobrement d'un pourpoint noir s'écarte des habituelles figurations en costume d'apparat ou en armure ; l'homme en question pourrait être un ami, un parent ou le peintre lui-même. Wautier n'aborde pas le très grand format, alors que sa sœur Michaelina s'y est distinguée avec son Triomphe de Bacchus commandé par l'archiduc Léopold-Guillaume. Par rapport à celle de sa sœur, la production de Charles apparait d'ailleurs moins variée et surtout moins originale, ce qui explique son relatif oubli comparé à l'intérêt croissant pour Michaelina depuis sa récente redécouverte,,, notamment à l'occasion de l'exposition "Michaelina: Baroque's Leading Lady" au MAS d'Anvers en 2018. En portrait, sa manière se rapproche d'Antoine van Dyck, à qui certains de ses tableaux non signés ont été attribués, et de David Teniers II. Il montre cependant moins d'habileté dans la restitution des mains et des doigts. Ainsi que l'envisagent Katlijne Van der Stighelen et Pierre-Yves Kairis, il est possible que les visages ou les chevelures aient parfois bénéficié de l'aide technique de sa sœur Michaelina, et que les deux artistes aient plus d'une fois collaboré aux mêmes tableaux. Van der Stighelen et Jahel Sanzsalazar relèvent les influences italiennes du Caravage, de Théodore van Loon et de Jusepe de Ribera dans les peintures religieuses,, qui comportent généralement un fond sombre et neutre et des effets de clair-obscur.

## Quelques œuvres

### Peinture religieuse
- Jésus et les Pharisiens[7]
- Visitation, anciennement dans l'église Saint-Augustin d'Anvers[5]
- Le pape Alexandre III et saint Bernard de Clairvaux, hôtel de ville de Louvain[5]
- Saint Jean l'évangéliste[29]
- Saint Jean d'Alexandrie (attribution à confirmer), église Saint-Amand d'Uitkerke[25]
- La mort d'Abel, perdu[30]
- La vocation de saint Matthieu, Osterley Park[31]
- La vocation de saint Matthieu, musée des Augustins de Toulouse[32], réplique du précédent (c.1650)
- Prophète (ou Évangéliste), signé et daté de 1652, musée des Beaux-Arts de Cambrai[7]
- Le Miracle de saint Éloi (1659), église Saint-Servais de Gimnée[27]
- La présentation au Temple (1661), Musées royaux des Beaux-Arts de Belgique (Bruxelles), vraisemblablement perdu, connu par une photographie en noir et blanc[33]
- Saint Pierre recevant les clefs des mains du Christ (1685), pour le maître-autel de la collégiale Saint-Pierre de Louvain[5]

### Peinture historique

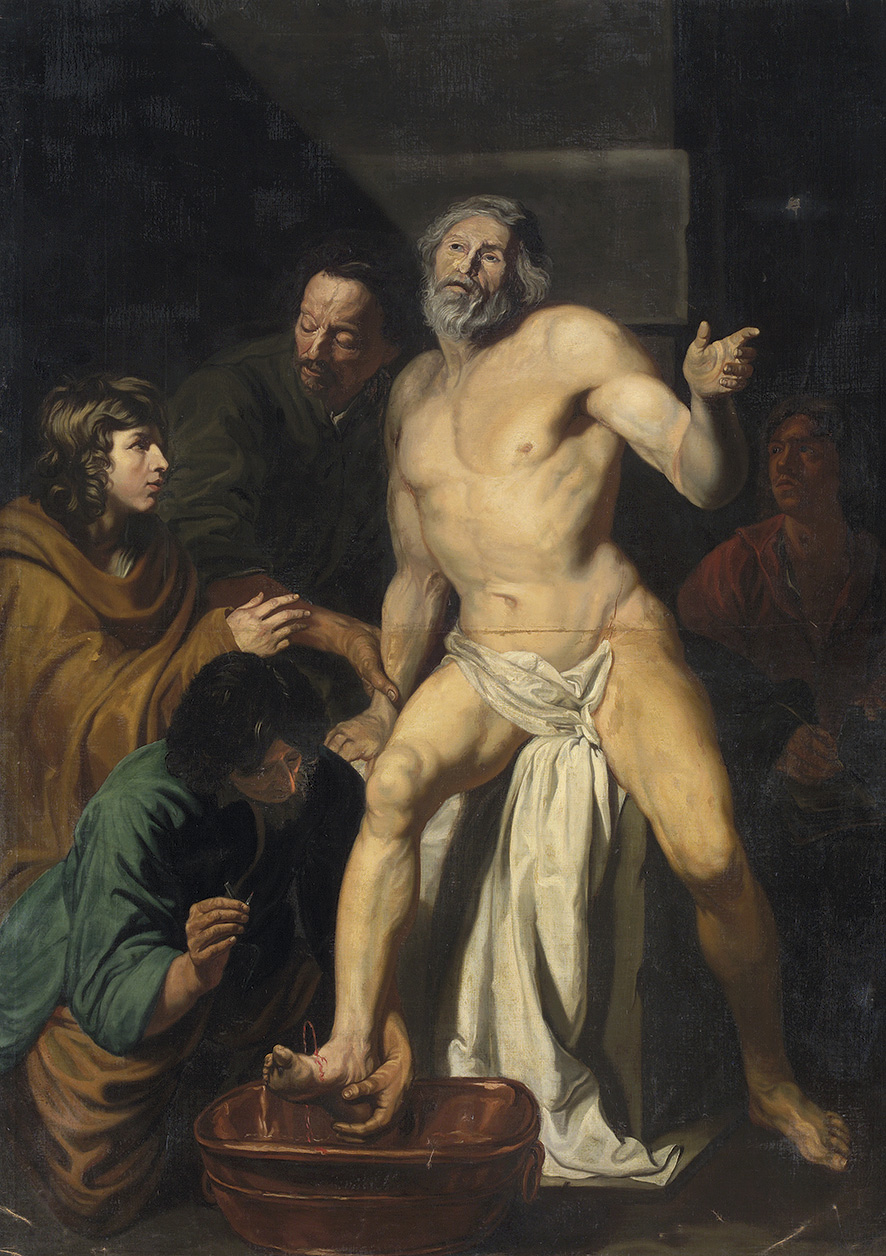
La Mort de Sénèque.

- La mort de Sénèque, Musée d'Histoire de l'art de Vienne[34]

### Peinture mythologique
- Apollon et Marsyas, perdu[35]
- Bacchus jeune couronné de pampres (1652), Galerie nationale de Prague[36]

### Portraits
- Portrait d'un officier en armure[37]
- Un héraut de Charles II, musée royal des Beaux-Arts d'Anvers[38]
- Portrait d'un feldmaréchal, château de Belœil[39] ; selon P.Y. Kairis et J. Sanzsalazar, plusieurs portraits d'officiers sans signature présentés dans ce château[40] seraient à attribuer à Charles Wautier[41]
- Léopold-Guillaume de Habsbourg[42] (1652), château de Hluboká, Hluboká nad Vltavou (République tchèque)
- Portrait d'homme (1656), musées royaux des Beaux-Arts de Belgique[7],[43] (possible autoportrait[20])
- Jacques, duc d'York[d] (c.1656-60)
- Portrait d'une dame en robe bleue tenant des fleurs[44] (1660)
- Portrait d'homme (1660), musées royaux des Beaux-Arts de Belgique[45]
- Comte Ferdinand Gaston Lamoral de Croÿ (c.1660), château du Rœulx[5],[46]
- Comte Ferdinand-Gaston Lamoral de Croÿ et du Roeulx, château des Princes de Ligne[47]
- Jacques Neutre, abbé de l'abbaye du Val des Écoliers de Mons (1668), Musée des beaux-arts de Mons[5],[7]

Beaucoup d'autres portraits, disparus ou dans des collections privées, ne sont connus que par les gravures réalisées d'après les tableaux par Pieter de Jode II, Cornelis Meyssens, Joannes Meyssens et Cornelis Galle :
- Pieter de Jode II :
  - Charles-Albert de Longueval, comte de Bucquoy et de Gratzen, baron de Vaux et de Rosenberg (1651)[5],[7]
  - Antonio Pimentel de Prado (en), ambassadeur d'Espagne en Suède et à Paris[e] (1659)[5]
- Cornelis Meyssens :
  - Charles III Ferdinand de Gonzague et de Mantoue[50] (1670)
  - Francisco de Velasco y Cárdenas, comte de Colmenar de Oreja
  - Eugène de Berghes, comte de Grimbergen et baron d'Arquennes[7],[51]
  - Florence Marguerite Van Renesse Van Elderen, comtesse de Grimbergen[52], épouse du précédent
  - Jean-Charles de Watteville, marquis de Conflans et comte de Bussolin[53]
- Joannes Meyssens :
  - Ulrich, duc de Wurtemberg, général de cavalerie dans les Pays-Bas méridionaux (c.1650)
  - Éléonore de Merode (1635-1669), comtesse de Hornes Hautekerque (1651)
- Cornelis Galle le Jeune :
  - Clara Isabella, princesse de Ligne-Arenberg, accompagnée de Cupidon, en triomphe sur un char tiré par deux putti[7] (1648)

## Galerie

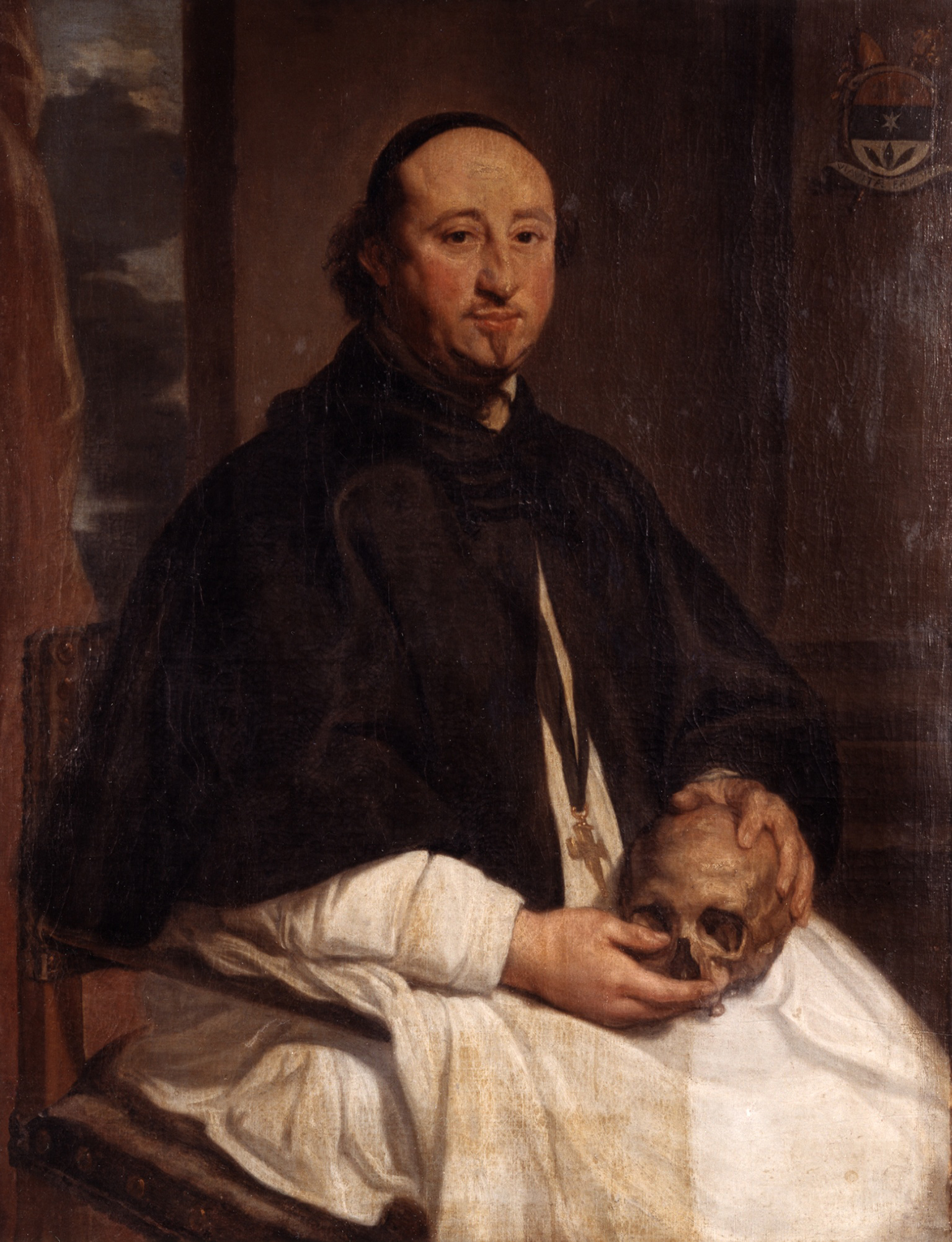
Abbé Jacques Neutre
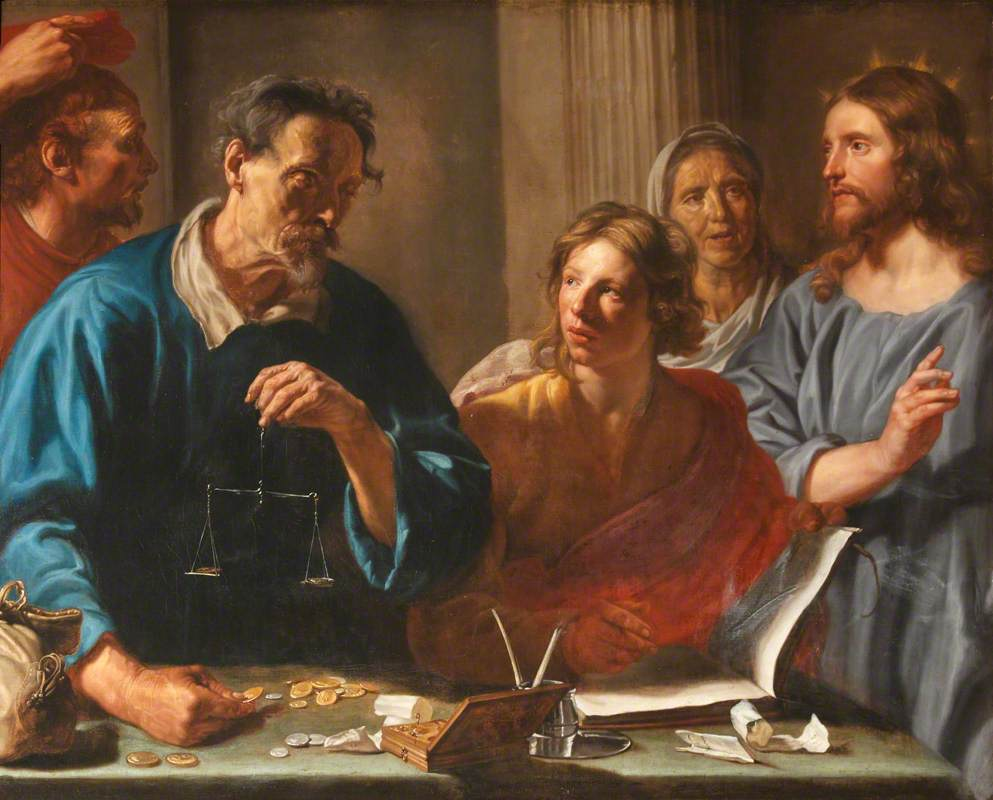
La vocation de saint Matthieu
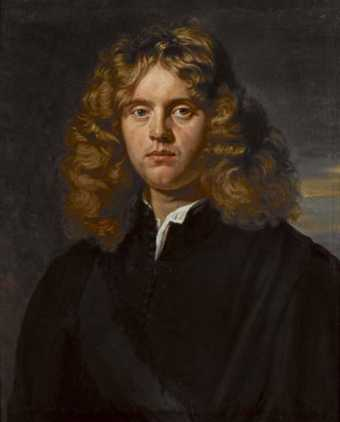
Portrait d'homme
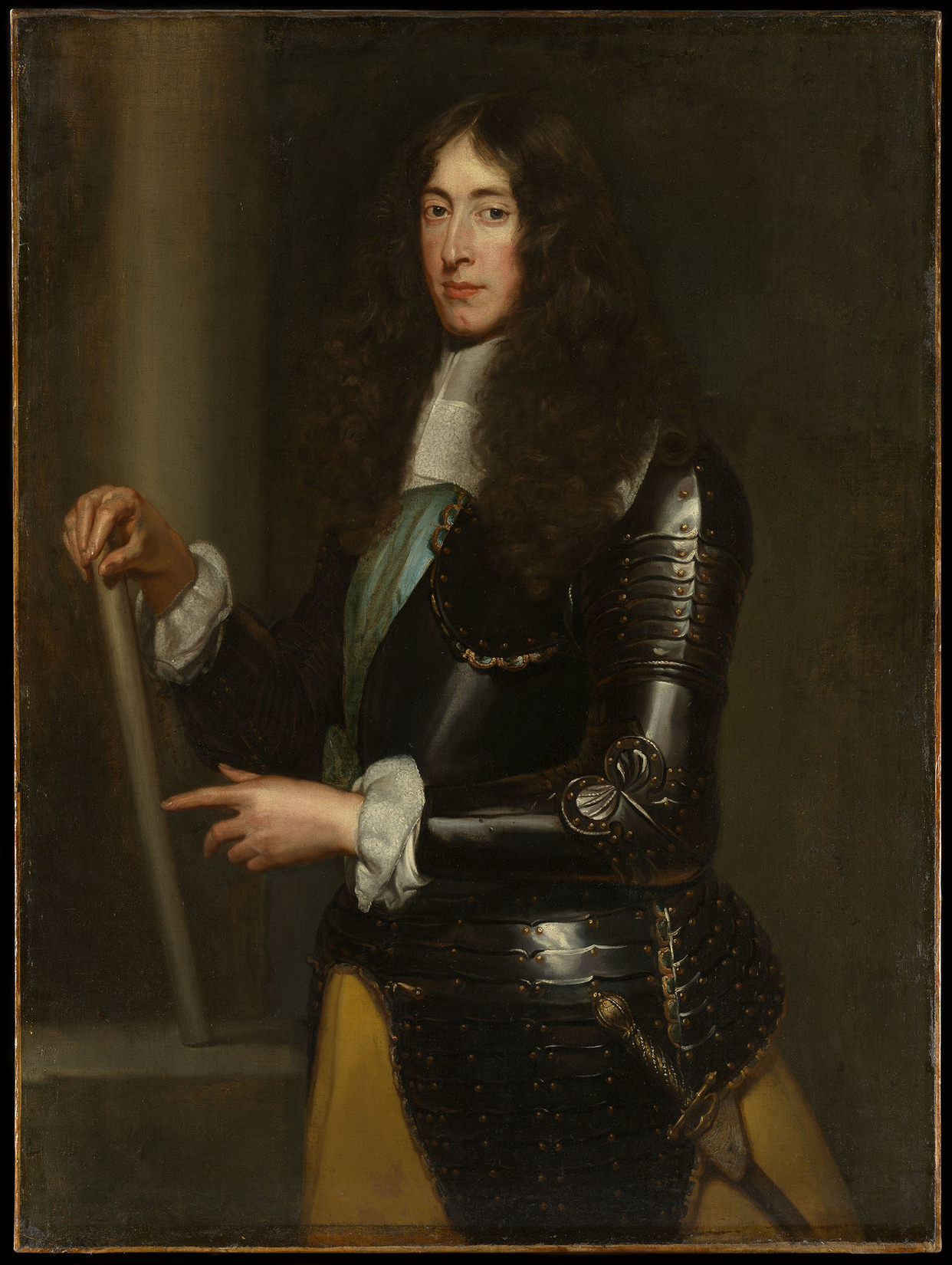
James, Duke of York
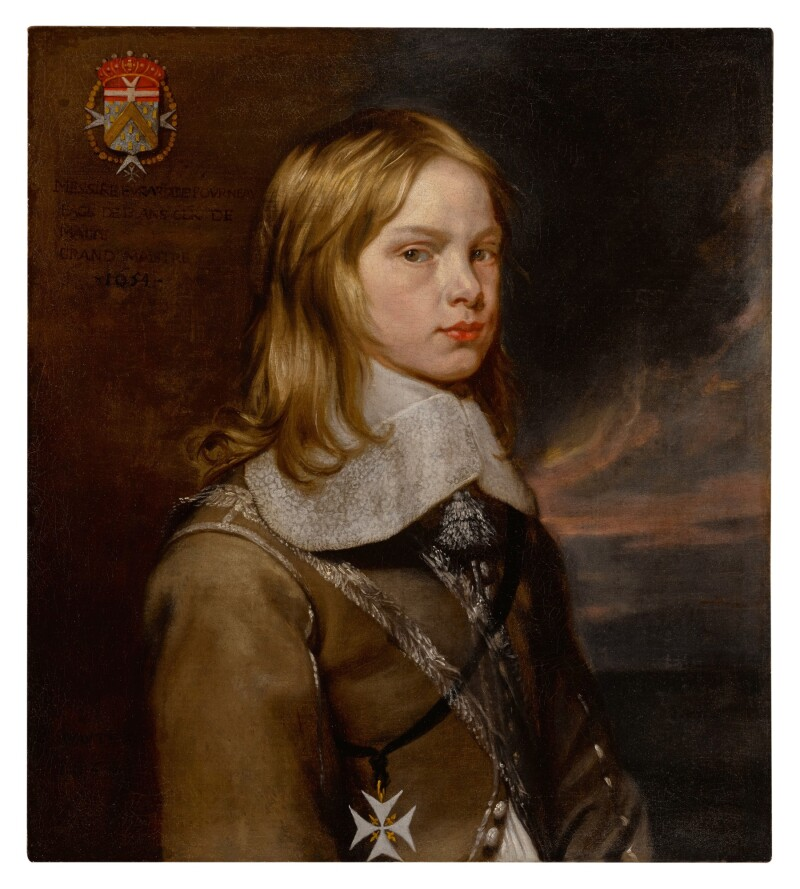
Evrard de Fourneau de Cruyckenbourg à 13 ans
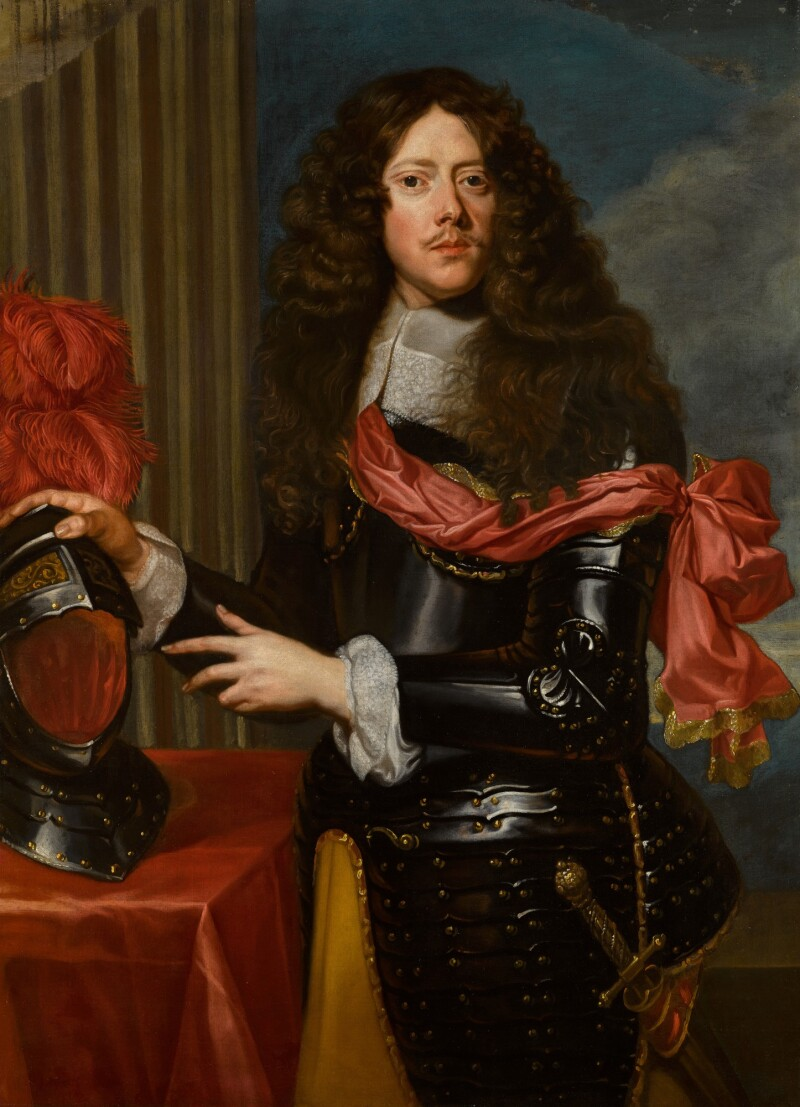
Un gentilhomme en armure

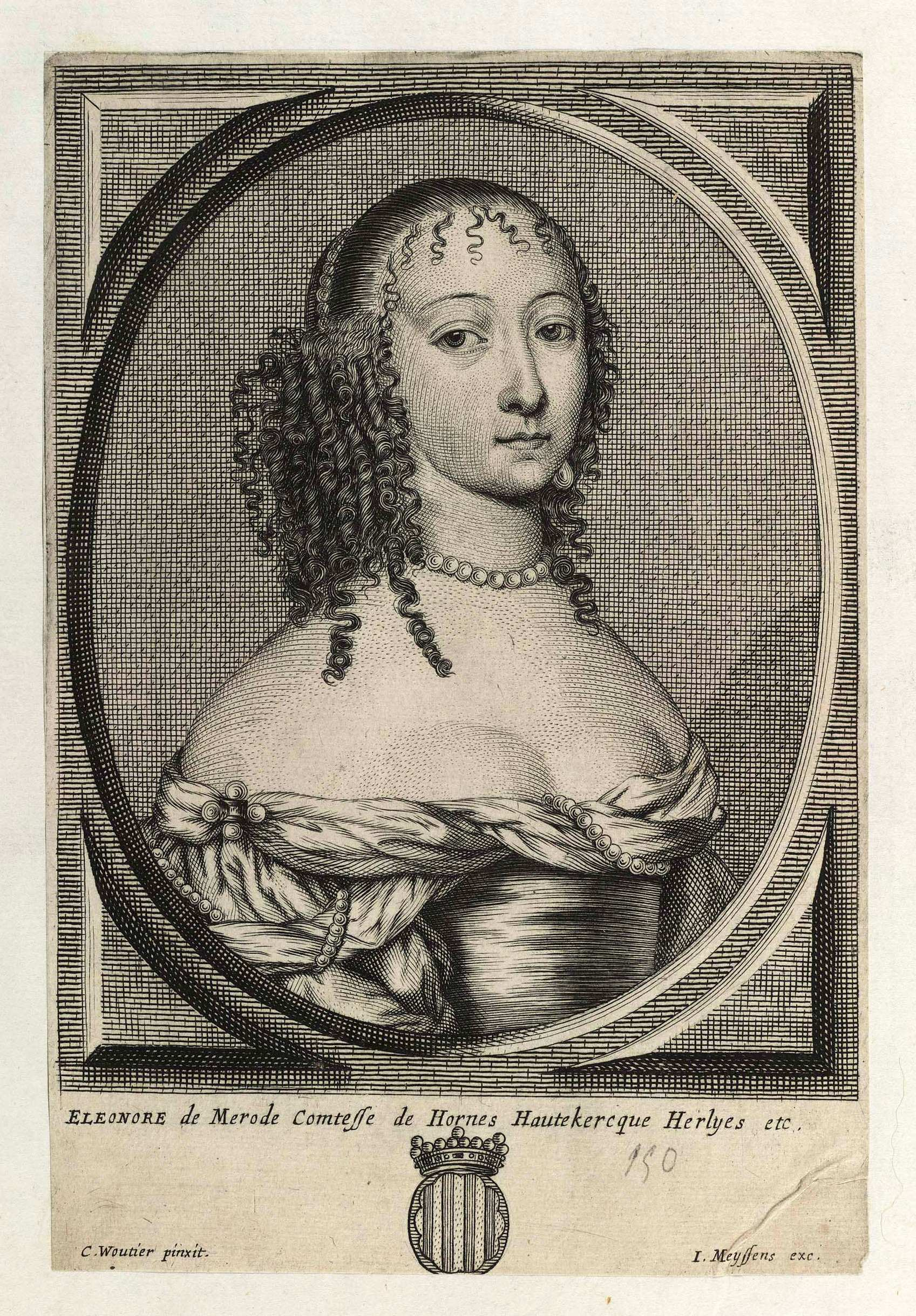
Éléonore de Merode
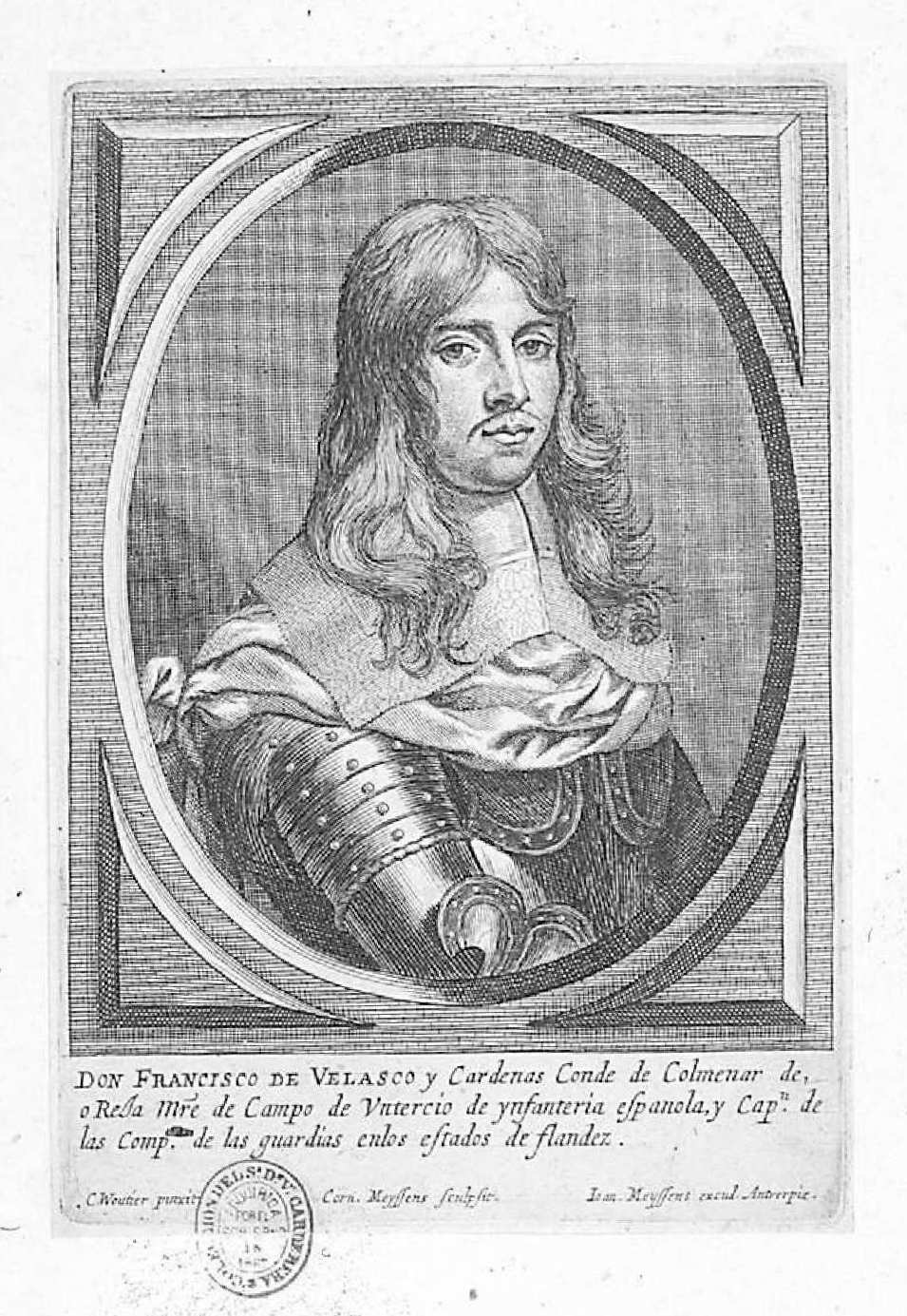
Don Francisco Velasco y Cárdenas
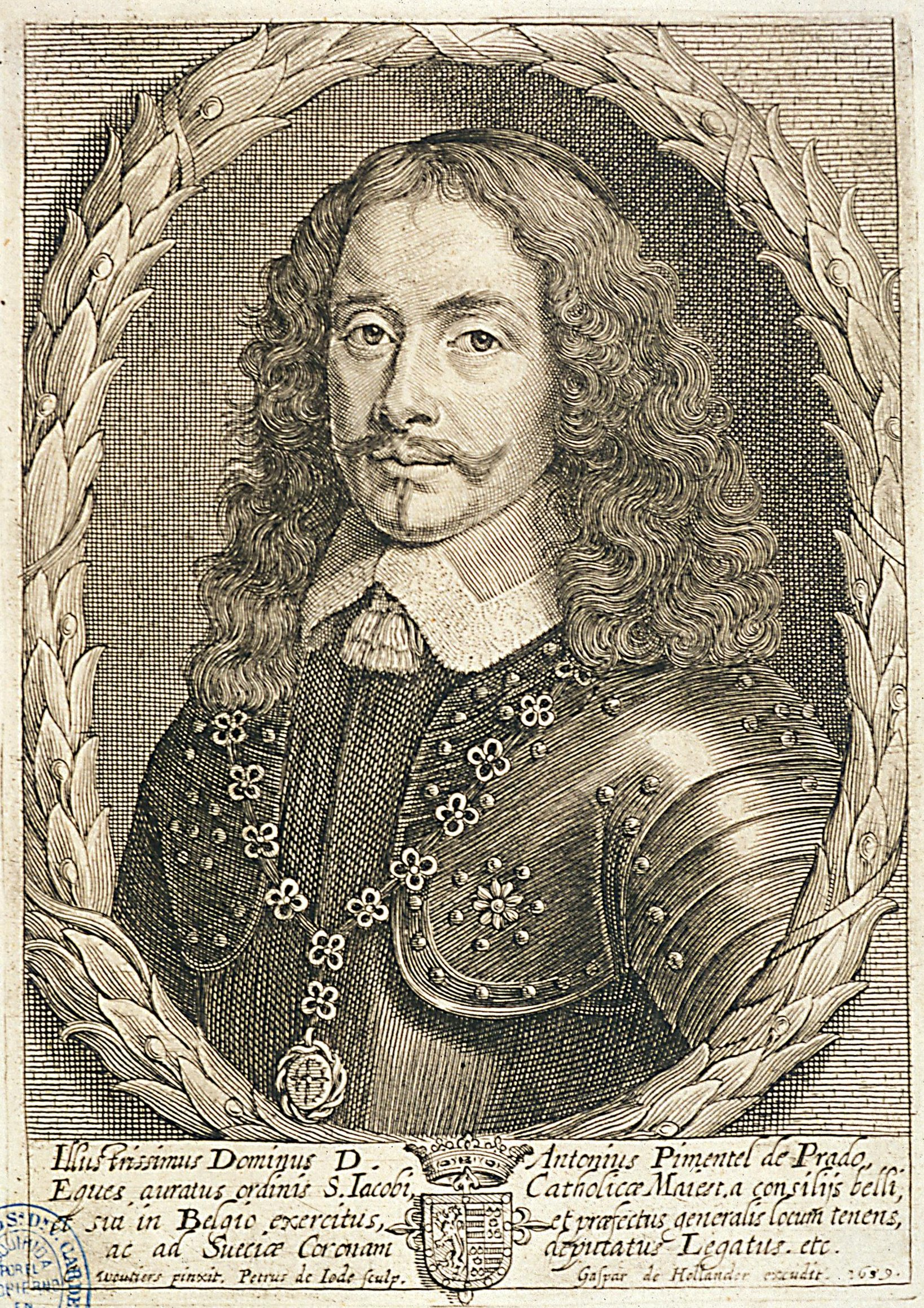
Don Antonio Pimentel de Prado
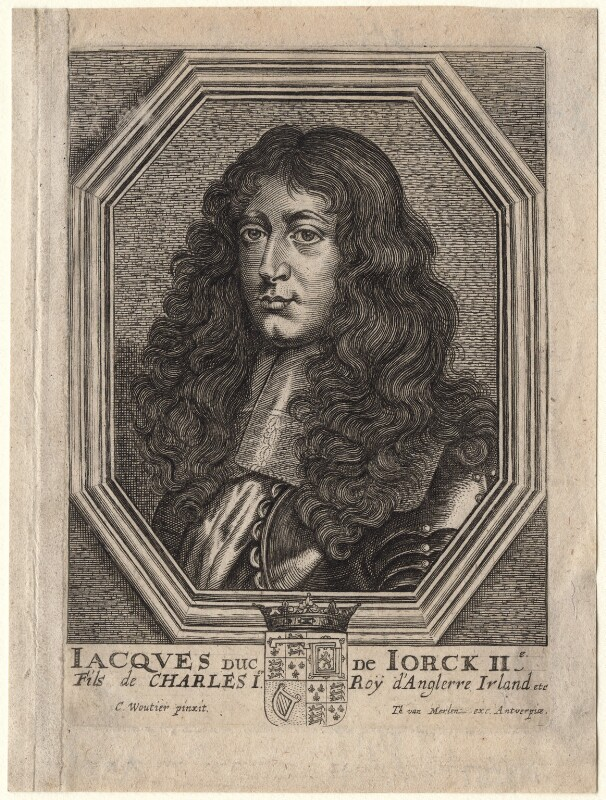
James, Duke of York
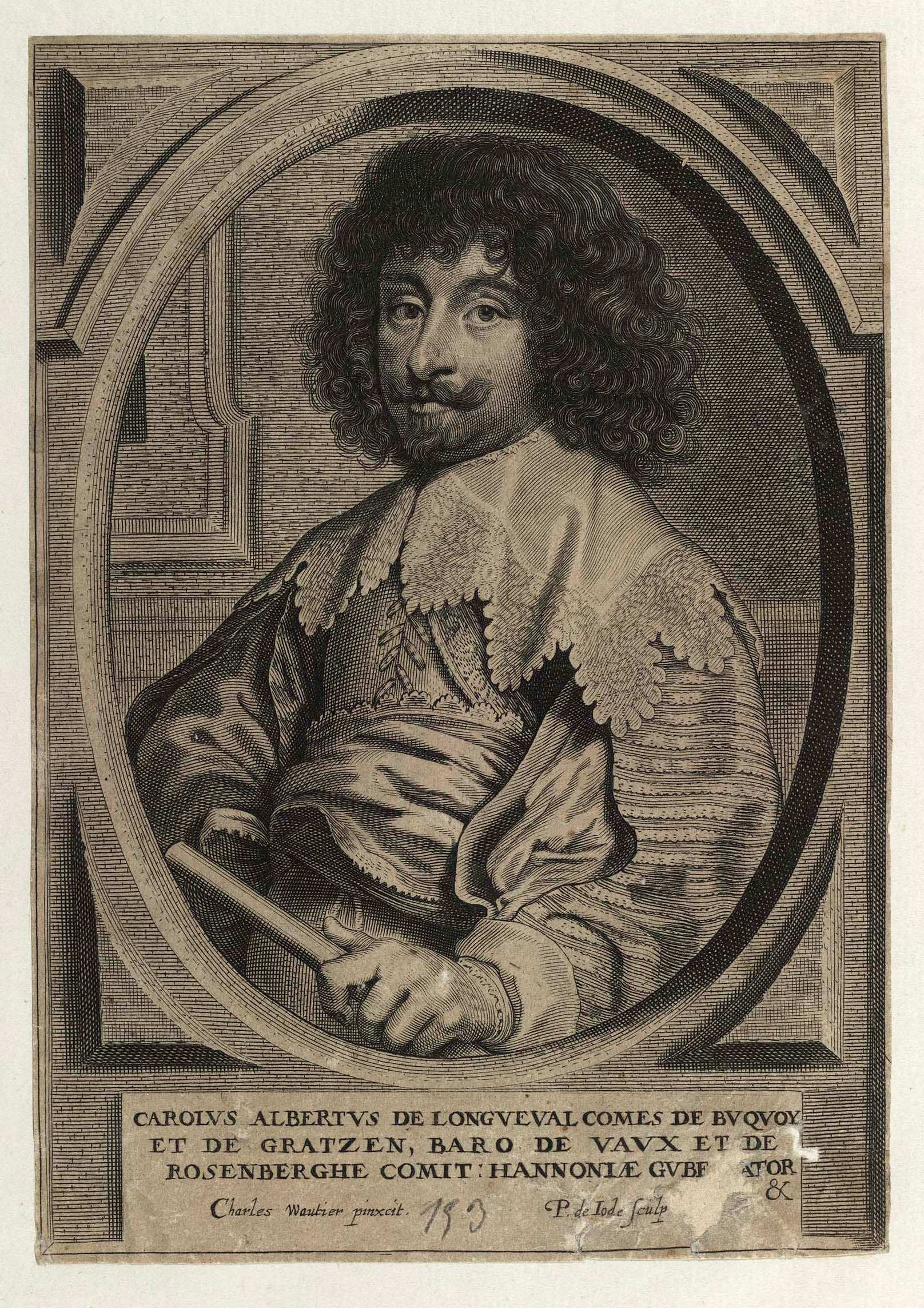
Charles-Albert de Longueval
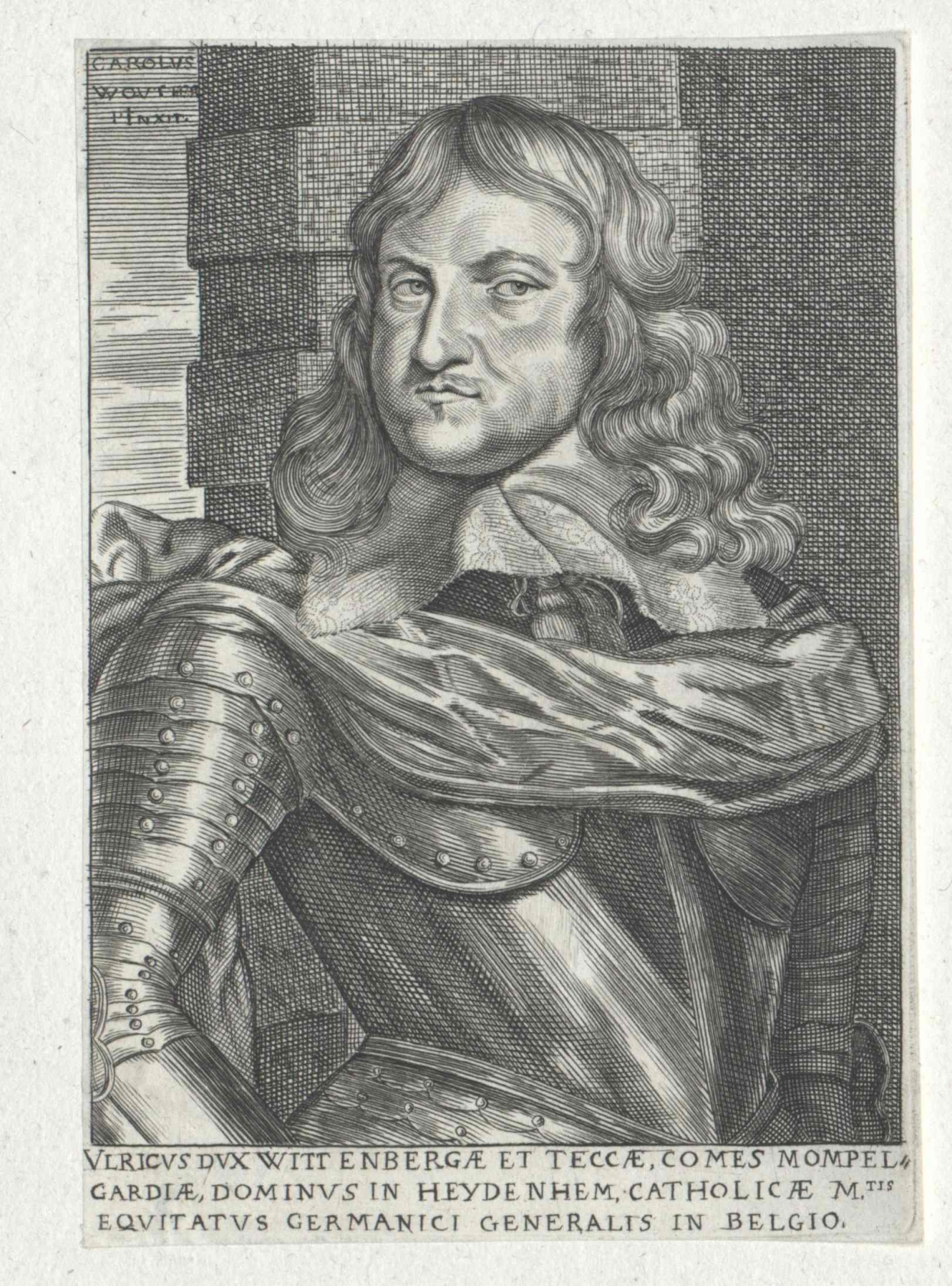
Ulrich, duc de Wurtemberg

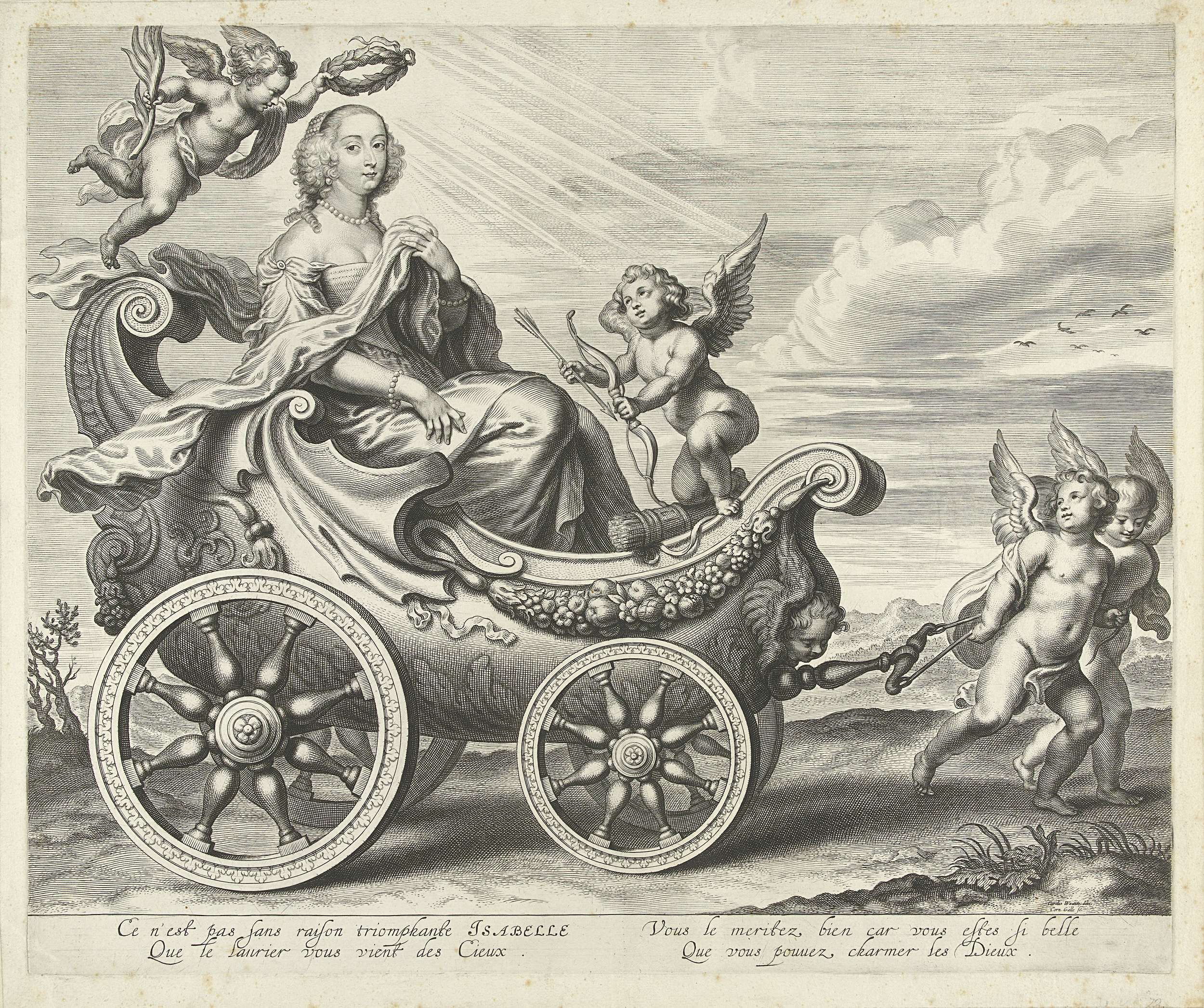
Le triomphe de Clara Isabella de Ligne-Arenberg

## Exposition
Plusieurs toiles de Charles Wautier et des gravures de ses peintures de portraits ont été rassemblées pour être exposées au Museum aan de Stroom d'Anvers pendant la rétrospective « Michaelina - Baroque's Leading Lady » du 1er juin au 2 septembre 2018.